# Costumbres (canción)
«Costumbres» es una canción escrita por el compositor Alberto Aguilera Valadez y producida por el cantautor mexicano Juan Gabriel e interpretada por la cantante española Rocío Dúrcal. Fue grabado para su álbum de estudio Canta a Juan Gabriel Volumen 6 (1984). La canción fue lanzada por Ariola Records en 1985, como cara B de «Jamás te prometí un jardín de rosas».

## Versión de Selena
En 1988, Selena y los Dinos versionaron «Costumbres» en su disco Dulce Amor. Fue el tercer y último sencillo lanzado del álbum. Selena volvió a grabar la canción en 1990 para su álbum 16 Super Exitos Originales, un álbum recopilatorio que repasa sus éxitos antes de firmar un contrato discográfico con Capitol EMI Latin. Luego se incluyó más tarde en Siempre Selena en una versión remix. La pista fue lanzada como single a finales de 1996.

### Posición en listas de éxitos
| Lista (1996)                                            | Posición más alta |
| ------------------------------------------------------- | ----------------- |
| Estados Unidos Billboard Hot Latin Tracks               | 15                |
| Estados Unidos Billboard Latin Regional Mexican Airplay | 13                |

## Versión de  La India
En 1997, la cantante puertorriqueña-estadounidense La India hizo una versión de la canción de su álbum, Sobre el Fuego, como su tercer sencillo del álbum. La versión de La India se convirtió en un éxito, llegando al Top Ten Hot Latin Tracks alcanzando el puesto # 8.

### Posición en listas de éxitos
| Lista (1998)                                            | Posición más alta |
| ------------------------------------------------------- | ----------------- |
| Estados Unidos Billboard Hot Latin Tracks               | 8                 |
| Estados Unidos Billboard Latin Tropical / Salsa Airplay | 4                 |